# Шатонеф де Бордет
Шатонеф де Бордет (фр. Châteauneuf-de-Bordette) насеље је и општина у источној Француској у региону Рона-Алпи, у департману Дром која припада префектури Нион.
По подацима из 2011. године у општини је живело 99 становника, а густина насељености је износила 6,46 становника/km². Општина се простире на површини од 15,33 km². Налази се на средњој надморској висини од 400 метара (максималној 940 m, а минималној 346 m).

## Демографија
| 1962. | 1968. | 1975. | 1982. | 1990. | 1999. | 2011. |
| ----- | ----- | ----- | ----- | ----- | ----- | ----- |
| 20    | 42    | 36    | 66    | 77    | 77    | 99    |

График промене броја становника у току последњих година